# Memorial Address
Memorial Address este primul mini-album al cântăreței japoneze Ayumi Hamasaki. Este cel mai bine vândut mini-album al unei artiste japoneze, vânzandu-se în peste 1 milion de exemplare în Japonia. Este disponibil în două formate și anume CD, respectiv CD+DVD. A fost lansat pe 17 decembrie 2003. Toate melodiile de pe album cu excepția cântecului bonus "Memorial Adress" au câte un videoclip corespunzător. Din anul 2008, albumul "Memorial Adress" a devenit cel de-al 250-lea cel mai bine vândut album din istoria Japoniei.
"Memorial Adress" a marcat de asemenea și lansarea celui de-al 30-lea single al artistei intitulat " Forgiveness".
În anul 2007, casa de discuri Avex Trax a declarat faptul că mini-albumul Memorial Adress s-a vândut in peste 1,220,000 de copii in Japonia.

## Lista cu melodii
Toate versurile sunt scrise de Ayumi Hamasaki. 
| CD  |                                                   |                |             |         |  |
| Nr. | Titlu                                             | Muzică         | Aranjamente | Lungime |  |
| 1.  | „Angel's Song”                                    | Tetsuya Yukumi | HΛL         | 4:56    |  |
| 2.  | „Greatful Days”                                   | Bounceback     | HΛL         | 4:37    |  |
| 3.  | „Because of You”                                  | Bounceback     | HΛL         | 5:20    |  |
| 4.  | „Ourselves”                                       | Bounceback     | CMJK        | 4:31    |  |
| 5.  | „Hanabi: Episode II” (lit. Fireworks: Episode II) | Crea+D.A.I     | tasuku      | 4:53    |  |
| 6.  | „No Way to Say”                                   | Bounceback     | HΛL         | 4:43    |  |
| 7.  | „Forgiveness”                                     | Crea+D.A.I     | CMJK        | 5:49    |  |
| 8.  | „Memorial Address” (take 2 version)               | Tetsuya Yukumi | tasuku      | 3:56    |  |

| DVD |                                                           |         |  |
| Nr. | Titlu                                                     | Lungime |  |
| 1.  | „Angel's Song” (Videoclip)                                |         |  |
| 2.  | „Greatful Days” (Videoclip)                               |         |  |
| 3.  | „Because of You” (Videoclip)                              |         |  |
| 4.  | „Ourselves” (Videoclip)                                   |         |  |
| 5.  | „Hanabi: Episode II” (Videoclip)                          |         |  |
| 6.  | „No Way to Say” (Videoclip)                               |         |  |
| 7.  | „Forgiveness” (Videoclip)                                 |         |  |
| 8.  | „Secvente de la turneul "A Museum: 30th Collection Live"” |         |  |

## Lansare
| Regiune   | Dată              | Format                   | Număr                    |
| --------- | ----------------- | ------------------------ | ------------------------ |
| Japonia   | 17 decembrie 2003 | CD+DVD - COPY CONTROL CD | AVCD-17410               |
| Japonia   | 17 decembrie 2003 | CD - COPY CONTROL CD     | AVCD-17411               |
| Taiwan    | 19 decembrie 2003 |                          |                          |
| Hong Kong | 23 decembrie 2003 |                          |                          |
| China     | 4 februarie 2004  | CD+DVD - COPY CONTROL CD | AVTCD-95730C - SCD-736   |
| China     | 4 februarie 2004  | Casetă                   |                          |
| China     | 25 decembrie 2005 | CD                       | AVTCD-95730C/B - SCD-786 |

## Clasamente
Oricon (Japonia)
| Lansare           | Clasament                     | Poziția de vârf | Vânzarile din prima săptămâna | Vânzarile totale | Durata       |
| ----------------- | ----------------------------- | --------------- | ----------------------------- | ---------------- | ------------ |
| 17 decembrie 2003 | Clasamentul Oricon Zilnic     | 1               |                               |                  |              |
| 17 decembrie 2003 | Clasamentul Oricon Săptămânal | 1               | 524,028                       | 1,062,297        | 53 săptămâni |
| 17 decembrie 2003 | Clasamentul Oricon Lunar      | 1               |                               |                  |              |
| 17 decembrie 2003 | Clasamentul Oricon Anual      | 4               |                               |                  |              |

- Vânzări totale: 1,062,297 (Japan)
- Vânzări totale: 1,220,000 (Avex)
- Cel mai bine vândut mini album al unei cântărețe japoneze .
- Singurul mini album al unei cântărețe japoneze care a depășit vânzări de peste 1 milion de exemplare.

### Singleuri
| Dată               | Titlu           | Poziția de vârf | Săptămâni    | Vânzări |
| ------------------ | --------------- | --------------- | ------------ | ------- |
| 9 iulie 2003       | "&"             | 1               | 16 săptămâni | 591,481 |
| 20 august 2003     | "forgiveness"   | 1               | 12 săptămâni | 222,000 |
| 29 septembrie 2003 | "No Way to Say" | 1               | 12 săptămâni | 371,171 |

Vânzări totale de singleuri: 1,184,652
Vânzări totale de singleuri & album:  2,246,949